# (11191) Paskvić
(11191) Paskvić, désignation internationale (11191) Paskvic, est un astéroïde de la ceinture principale.

## Description
(11191) Paskvic est un astéroïde de la ceinture principale. Il fut découvert le 15 décembre 1998 à Visnjan par Korado Korlević. Il présente une orbite caractérisée par un demi-grand axe de 2,89 UA, une excentricité de 0,07 et une inclinaison de 2,2° par rapport à l'écliptique.

## Compléments